# 沖縄 (海防艦)
沖縄（おきなわ）は、日本海軍の海防艦。鵜来型海防艦の2番艦。1944年（昭和19年）8月中旬に竣工した。同年10月下旬から11月上旬にかけて多号作戦に従事、第一水雷戦隊司令官木村昌福少将の指揮下でレイテ島オルモック湾に突入した。1945年（昭和20年）7月30日に舞鶴港で連合国の空母機動部隊から飛来した艦上機による空襲を受け、沈没した。艦名は、沖縄県の沖縄本島にちなむ。

## 建造までの経緯
マル急計画の海防艦甲、第310号艦型の26番艦、仮称艦名第335号艦として計画。1942年（昭和17年）2月14日、海防艦乙型（基本計画番号E20）の基本計画の決定により第322号艦型に計画変更。1943年（昭和18年）7月5日、海防艦改乙型（基本計画番号E20b）の設計が完了したため、第310号艦型と第320号艦型の未起工艦のうち本艦を含む8隻は、基本計画番号E20bに従って建造されることになった。また、未起工艦8隻のうち日立造船に建造が割り当てられた3隻は、用兵側から要望のあった掃海具を装備した通称「日振型」として建造されることになる。

## 艦歴
1943年（昭和18年）12月10日、日本鋼管株式会社鶴見造船所で起工。1944年（昭和19年）3月15日、沖縄と命名されて占守型海防艦の19番艦に定められ、本籍を舞鶴鎮守府と仮定。5月20日、艤装員事務所が日本鋼管鶴見造船所内で事務を開始。6月5日、艦艇類別等級別表の改正により鵜来型海防艦の2番艦に定められる。19日、進水。8月16日竣工し、艤装員事務所を撤去。本籍を舞鶴鎮守府、役務を舞鶴鎮守府警備海防艦にそれぞれ定められる。同日付で呉防備戦隊に編入され、軍隊区分豊後防備部隊第二部隊の呂号第五百潜水艦を相手に基礎術力練成教育にあたる。
10月3日、海上護衛総司令部隷下の第一海上護衛隊に編入される。海防艦占守らとともにモマ04船団を護衛し、門司を出発する。上海市に寄港し、貨客船浅間丸、海防艦2隻（第11号、第13号）が船団部隊に加わった。10月25日、フィリピンルソン島のリンガエン湾着。マニラに移動し、南西方面部隊の指揮下に入り、レイテ島攻防戦にともなう増援輸送「多号作戦」に従事することになった。
10月31日朝、第一水雷戦隊司令官木村昌福少将（旗艦霞）が指揮する第二次多号作戦部隊は、マニラを出撃する。11月1日夕刻、レイテ島西岸のオルモック湾に到着した。対空戦闘をおこないつつ、被害を能登丸沈没だけに抑え、2日夕刻にオルモックを出発した。4日、マニラに帰投した。11月5日、マニラ湾を米軍機動部隊の艦上機が襲い、重巡洋艦那智（第五艦隊旗艦）が沈没、駆逐艦曙や沖波などが損傷する。海防艦部隊に被害はなかった。
11月8日午前中、木村少将が指揮する第四次作戦部隊はマニラを出撃する。9日夕刻、第四次作戦部隊はオルモック湾に到着した。大発動艇の準備が出来ておらず、吃水の浅い海防艦が人員輸送に活躍した。10日の対空戦闘で輸送船3隻が沈没するなど各艦とも損害を出し、護衛部隊では第11号海防艦が沈没した。帰路、オルモック湾にむかう第三次多号作戦部隊とすれ違い、護衛艦艇の一部入れ替えをおこなう。11月11日夜、第四次作戦部隊はマニラに帰投した。
11月13日、米軍機動部隊の艦上機がマニラを襲う。多号作戦部隊からは軽巡木曾や駆逐艦4隻（初春、秋霜、沖波、曙）が沈没したり着底するなどの被害が出た。11月14日未明、海防艦3隻（占守、沖縄、第13号）はマニラを離れ、ボルネオ島北西部のラブアンに向かった。
11月17日、ボルネオ島のブルネイに寄港する。18日、パラワン島沖で被爆損傷。船団部隊から離脱する。23日、南西方面艦隊指揮下を解かれ、第一海上護衛隊に復帰。23日から第百一海軍工作部で修理。
12月10日、第一海上護衛隊は第一護衛艦隊に改編。11日、サイゴンに回航。15日、潜水艦の雷撃で大破した重巡洋艦妙高と曳航役の重巡羽黒を、海防艦千振ほか2隻および第102号哨戒艇と共に護衛してシンガポールへ向かう。24日、シンガポール着。25日、第三十一海防隊に編入。26日、ヒ84船団を護衛しシンガポール発。途中キノン湾、ツーラン、横楠島、舟山島を経由し、1945年1月13日門司着。
1945年1月14日から2月3日まで呉海軍工廠で補助機械の換装工事。2月4日、ヒ88A船団と合同のため鎮海湾へ向け出発。7日、六連島沖に帰着。10日、モタ35船団を護衛し門司発。19日に基隆到着、復航でタモ45船団を護衛し3月2日に六連島沖に帰着。以後、日本海-北支沿岸の護衛に従事。
4月14日、舟山列島付近で海防艦2隻（第8号、第32号）と共に行なった対潜戦闘により、アメリカ潜水艦スヌーク (USS Snook, SS-279) を撃沈したかもしれない。
6月19日、能登半島松波に面する七尾湾で輸送船坤山丸（興国汽船、5,488トン）が潜水艦の雷撃で沈没した。現場海域にむかった第三十一海防隊（沖縄、第207号海防艦、第63号海防艦）は、第十一海防隊の第75号海防艦、第五十一戦隊の第158号海防艦と共同で敵潜水艦1隻を撃沈し、これら5隻は舞鶴鎮守府司令長官から感状を授与された。この潜水艦はバーニー作戦のため日本海に侵入したアメリカ潜水艦ボーンフィッシュ (USS Bonefish, SS-223) だったことが、戦後行われたアメリカ海軍による調査で明らかとなった。
7月30日、舞鶴で駆逐艦「初霜」や潜水母艦「長鯨」などと共に空襲を受ける。連合国側の記録では、イギリス太平洋艦隊所属のイラストリアス級航空母艦(イギリス側はインプラカブルが撃沈したと考えている。)から飛来した攻撃隊が「沖縄」を撃沈したとする。また舞鶴空襲に参加したアメリカ海軍の軽空母「インディペンデンス」所属機も「沖縄」撃沈を主張している。
この空襲で、乗員1名が戦死し、2名が負傷した。8月25日、舞鶴鎮守府第一予備海防艦に定められる。9月15日、帝国海防艦籍から除かれた。
1947年（昭和22年）2月1日、舞鶴にて全没状態にあり、舞鶴地方復員局所管の行動不能艦艇（特）に定められる。その後浮揚され、1948年（昭和23年）2月から9月にかけて飯野産業舞鶴造船所で解体された。

## 海防艦長
艤装員長
1. 有馬國夫 少佐：1944年5月10日 - 1944年6月7日、以後7月31日まで艤装員長の発令無し。
2. 坂本修 大尉：1944年7月31日 - 1944年8月16日

海防艦長/艦長
1. 坂本修	大尉/少佐：1944年8月16日 - 1945年9月15日[注釈 20]